# مجهر إلكتروني نافذ ماسح

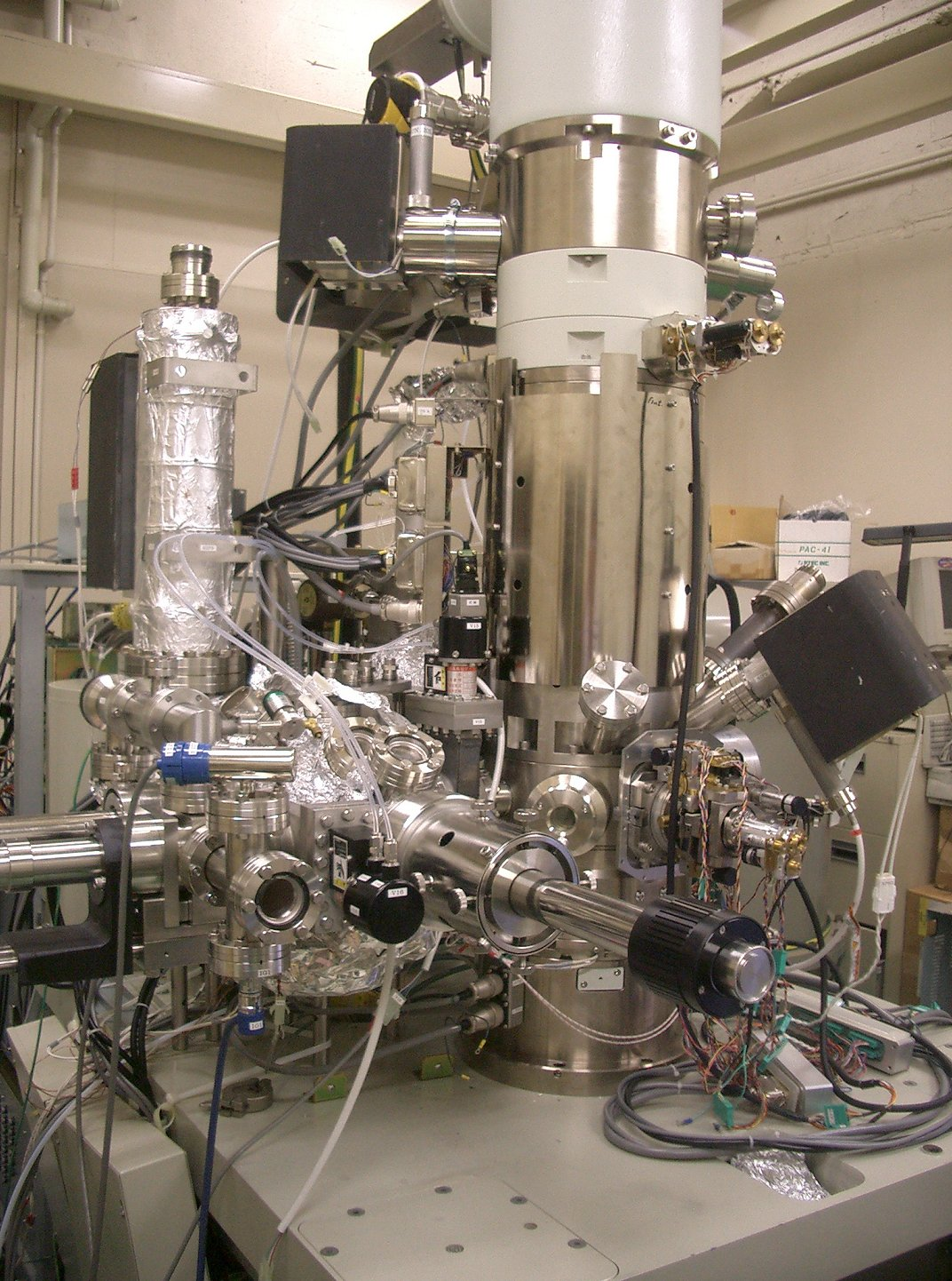
A STEM equipped with a 3rd-order spherical aberration corrector

مجهر إلكتروني نافذ ماسح (بالإنجليزية:(scanning transmission electron microscope (STEM) هو نوع من المجاهر الإلكترونية النافذة TEM حيث يتخلل الشعاع الإلكتروني العينة التي لا بد وأن تكون رقيقة جدا. ويختلف المجهر الإلكتروني النافذ الماسح عن المجهر الإلكتروني النافذ المعتاد CTEM في أنه يركز فيض الإلكترونات على بقعة صغيرة من العينة ويصورها ثم ينتقل إلى بقعة أخرى حتى يصور جميع البقع المشكلة للعينة.
- تعود التسمية «نافذ» إلى أن المجهر يرى داخل العينة حيث يمر الشعاع الإلكتروني خلالها. لذلك يجب أن يكون سمك العينة قليل.

- وتعود التسمية «ماسح» إلى أن المجهر يلتقط صورة بقعة صغيرة من العينة، ثم ينتقل إلى باقي النقط الأخرى ويقوم بتصويرها نقطة تلو نقطة. بذلك فلا يوجد في المجهر صورة كاملة للعينة. ولكن يقوم حاسوب بتجميع النقط التي قام المجهر بتصويرها ويرتبها فتظهر الصورة كاملة على شاشة (حاسوب).

## طاقة الإلكترونات

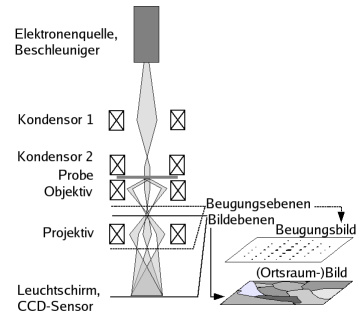
مسار الشعاع في مجهر إلكتروني نافذ.
تأتي الإلكترونات المعجلة من أعلى وبعد ضبطها بعدسات مغناطيسية تسقط على العينة Probe وتنفذ منها لتسقط على عدادات الإلكترونات أو لوح وميضي فلوري (أسفل).

يستخدم المجهر الإلكتروني النافد الماسح إلكترونات تبلغ طاقتها (سرعتها) بين 100 إلكترون فولت إلى 300 إلكترون فولت.
يستغل المجهر الإلكتروني خاصية ازدواجية موجة-جسيم للإلكترون أي تعالج الإلكترون بنفس معالجة الموجات الضوئية حيث تقوم هنا عدسات مغناطيسية مقام العدسات الضوئية المعتادة في تركيز وضبط شعاع الإلكترونات.
وفي هذا المجهر تركز العدسات المغناطيسية شعاع الإلكترونات على العينة. وبغرض تصوير النقطة تلو النقطة من العينة فيجري توجيه شعاع الإلكترونات على العينة عن طريق زوج من المغناطيسات متعامدة على بعضها، بذلك يمكن انحراف الشعاع وتغيير الموضع عبر العينة بدون تغيير زاوية السقوط الابتدائية.
وتصنف الإلكترونات المسجلة بحسب زاوية انكسارها وقدومها من للعينة. ويميز بين الحقل المضيئ Bright Fieldوالحقل المظلم Dark Field، حيث في الحقل المضيئ يقع عدادات الإلكترونات على محور المجهر ويقومون بتسجيل الغلكترونات القادمة بزاوية صغيرة. أما عدادت الإلكترونات الخاصة بالمجال المظلم فيكون توزيعهم دائري حول محور المجهر تحيط كل دائرة الأخرى، فيما يسمى «المجال المظلم كبير الزاوية»
وتتيح إشارة المجال المظلم الكبيرة الزاوية التفرقة بين العناصر عن طريق شدة الإشارة، ذلك لأن تشتت الإلكترونات في تلك الزوايا تتناسب مع مربع العدد الذري للعناصر. كما تتناسب شدة أشارة المجال المظلم الكبيرة الزاوية مع سمك العينة على أن تكون العينة رقيقة مناسبة. ويمكن عن طريق استخدام عدادات الزوايا الكبيرة مع النفاذية خلال العينة تصوير ذرة بمفردها.

## اقرأ أيضا
- مجهر إلكتروني
- مجهر إلكتروني ماسح
- مجهر
- مجهر بؤري